# Maj Sjöwall i Per Wahlöö
Maj Sjöwall i Per Wahlöö van ser una parella i equip d'escriptors de novel·la de detectius de Suècia. Junts van concebre i escriure una sèrie de deu novel·les (tipus "police procedural") sobre les aventures dels detectius d'homicidi de la comissió especial de la policia nacional en la qual el personatge de Martin Beck va ser el protagonista. Tots dos autors també van escriure novel·les per separat. Per a la sèrie de Martin Beck, van planejar i investigar els materials junts i després van escriure'n capítols alterns.
Per Wahlöö (nascut el 5 d'agost de 1926 en Goteborg, va morir el 23 de juny de 1975 a Estocolm), graduat a la Universitat de Lund el 1946 va dedicar la seva primera dècada de vida professional al periodisme (com a reporter de la delinqüència), mentre que en la dècada de 1950 va publicar algunes novel·les de ficció, essencialment de tipus polític.
Maj Sjöwall (nascuda el 25 de setembre de 1935 a Estocolm, va morir el 30 d'abril de 2020), treballava en l'editorial sueca Wahlström & Widstradt en 1961, quan va conèixer a Wahlöö, i es va casar amb ell l'any següent.
Interessats en la Criminologia i impulsats per una forta motivació política, perquè tots dos formaven part del Partit Comunista suec, ràpidament es van decidir per la redacció de novel·les policíaca, amb la que fàcilment podien capturar l'atenció del lector al mateix temps que els permetia el desenvolupament d'un debat intel·lectual. A través d'una història clàssica de detectius, però amb un aprofundiment en els aspectes socials i psicològics de la trama, la parella publica “Roseanna” en 1965, tractant d'expressar la seva visió del món en general i de la societat sueca de l'època en particular.
La dissecció inexorable que la parella realitza sobre la societat sueca en descomposició es manifestarà de manera clara en la dècada de 1980 quan el famós model social va començar a trencar-se amb els embats del liberalisme econòmic.

## Situació sociopolítica
A la dècada de 1960, quan va començar la saga de les investigacions de l'inspector Martin Beck, Suècia era un país pròsper. De fet, després de Suïssa, la nació europea amb el millor nivell de vida per capita. Era un estat molt industrialitzat, importador de matèries primeres i energia, i exportador de productes manufacturats. La seva neutralitat durant la Segona Guerra Mundial va beneficiar l'economia, que no només no havia estat destruïda o convertida en una economia de guerra, sinó que s'havia ampliat i modernitzat. Políticament, el país estava regit des de la dècada dels trenta pel Partit Social Demòcrata, capdavanter en totes les categories de l'estat de benestar. Les desigualtats socials són escasses i la població immigrant és gairebé inexistent (amb excepció de la immigració finlandesa).
En aquest context aparentment idíl·lic, durant deu anys - i en moltes novel·les escrites a quatre mans - Maj Sjöwall i Per Wahlöö se les hi enginyen per mostrar el que hi havia darrere de l'escenari, tots els errors tradicionalment ignorats, però l'existència mateixa dels quals provava que el famós "model suec" era una farsa en molts aspectes. Wahlöö va definir el seu treball i el de la seva esposa com "un bisturí per obrir el ventre d'una ideologia empobrida i exposar la qüestionable moral burgesa del pseudobenestar".

## La sèrie de l'inspector Martin Beck
Les deu novel·les que formen la sèrie d'investigacions de Martin Beck van ser publicades a Suècia entre 1965 i 1975, fins a la mort de Wahlöö. En català se n'han publicat les quatre primeres, a partir del 2009 i fins al 2013.
- Roseanna (Roseanna, 1965) - Aquesta és la primera de les deu novel·les de la sèrie. Es presenten gairebé tots els personatges recurrents de la sèrie, i per descomptat el protagonista Martin Beck, llavors inspector cap de la Policia Nacional assignat a l'oficina d'homicidis, a qui s'encarrega la investigació de la mort d'una dona desconeguda trobada nua en un canal. Publicat en català el 2009, per la Magrana en traducció de ?, i per Columna en traducció d'Alícia Mirall.[4]

- L'home que es va esfumar (Mannen som Gick upp i rok, 1966) - Un home és trobat mort en un apartament de mala mort el dia abans que Martin Beck surti de vacances. L'endemà, Beck ha de deixar a la seva família a la petita illa a la qual acaben d'arribar, perquè és urgentment cridat a Estocolm, on un funcionari del Ministeri de Relacions Exteriors li demana que deixi les seves vacances per investigar la desaparició d'un periodista a Hongria, a l'altre costat del Teló d'Acer. Publicat en català el 2009 per Columna, en traducció d'Alexandre Gombau.[4]

- L'home del balcó (Mannen på balkongen, 1967)- Aquesta novel·la tracta d'un tema poc present en la novel·la policíaca de l'època: la pedofília. Martin Beck i el seu equip segueixen la pista d'un assassí violador de nenes a Estocolm, aclaparat per la calor de l'estiu. A nivell personal, veiem que les relacions de parella de Beck es tensen més i més sense que se sàpiga molt bé si això és a causa de la hiperactivitat de Martin en el treball, o si aquesta hiperactivitat tracta de compensar el desastre emocional que és la seva vida privada. Publicat en català per Columna el 2009, en traducció de ?.

- El policia que riu (Den polisen skrattande, 1968) - Mentre tota la policia d'Estocolm està mobilitzada per fer front a una manifestació contra la guerra de Vietnam, dos dels seus membres descobreixen un autobús ple de passatgers massacrats amb una metralladora. Entre les víctimes hi ha un policia de la brigada d'homicidis: Åke Stenström. Així comença una de les millors novel·les de la sèrie en la qual, a més de la part d'investigació habitual, Sjöwall i Wahlöö ens donen a veure impecablement una Suècia, on, sota la disfressa de la democràcia gairebé perfecta s'oculten les mateixes infàmies policials i polítiques que en qualsevol altre lloc d'Europa occidental (la novel·la es publica en 1968). Es va realitzar una adaptació cinematogràfica nord-americana dirigida per Stuart Rosenberg en 1973. Publicat en català per Columna el 2010, en traducció de Laia Font i Mateu.[5][4]

- El cotxe de bombers que va desaparèixer (Försvann som Brandbilen, 1969) - Mentre està vigilant l'apartament d'un tal Malm, l'edifici sencer explota literalment a la cara de l'inspector Gunvald Larsson. Els diaris donen testimoniatge que va actuar heroicament per salvar les vides de moltes persones. Però, si el cotxe de bombers no s'hagués perdut temporalment pel camí, no hi hauria probablement més que ferits ... encara que sense novel·la.

- Assassinat al Savoy (Polis, Polis, potatismos, 1970) - Un magnat de la indústria és abatut al restaurant de l'Hotel Savoy a Malmö i l'assassí pot fugir sense que ningú tingui temps d'intervenir. Martin Beck, ara cap de la brigada d'homicidis - i a punt de trencar amb la seva esposa - es dirigeix cap al sud de Suècia a donar un cop de mà al seu amic l'Inspector en Cap Per Mansson. A més dels personatges habituals, trobem aquí els inenarrables Kvant i Kristiansson, una parella més ximple que dolenta i la bella Rosteix Torrel, l'antiga núvia del policia Åke Stenström mort en l'atac a l'autobús d'un relat anterior, que no deixarà indiferent a Martin Beck ...

- Un home abominable (Den mannen från vedervärdige Säffle, 1971) – Un assassinat realitzat amb una baioneta s'ha comès en un hospital. Però el mort no és un qualsevol: és un policia, el Comissari Nyman, seriosament malalt i amb una esperança de vida molt limitada. Al llarg de la seva investigació, Martin Beck i els seus homes descobreixen que Nyman tenia el costum d'usar mètodes molt especials amb els sospitosos. Mètodes que no eren compatibles amb la lleugera ideologia de la socialdemocràcia a Suècia, almenys en aparença. Adaptació al cinema del suec Bo Widerberg el 1976: “Un home a la teulada”.

- La casa tancada (Det rummet slutna, 1972) - Una dona rossa coberta amb un gran barret assalta un banc i la situació es complica perquè mata accidentalment a un client. Uns dies abans, un ancià va ser trobat mort al petit apartament que ocupava. Un suïcidi, sens dubte, sobretot perquè l'habitació de la mort estava tancada per dins. Però Martin Beck té un dubte ... I quan un element vincula dos fets, el dubte es converteix en evidència. Una novel·la densa amb una conclusió tenyida d'amoralitat enfortint una mica més profundament el costat humà dels personatges. Hi ha una pel·lícula belga sobre l'obra, dirigida per Jacob Bijl en 1993.

- L'assassí de policies (Polismördaren, 1974) - Una dona és assassinada de manera sòrdida i el seu cos llançat a un estany. Poc després, la policia de patrulla sorprèn a una banda de lladres d'estar per casa. Esclata un tiroteig i un policia queda estès a l'asfalt. Un dels lladres roba un cotxe per escapar. Retorn d'un personatge ja enfrontat a Martin Beck en la seva carrera, es veu també l'estupidesa de la jerarquia policial, el seu exacerbat gust pel poder i la set de venjança quan un membre de la institució s'ha deixat la pell durant el servei. Un llibre feroç, on Sjöwall i Wahlöö posen en evidència el mecanisme oficial.

- Els terroristes (Terroristerna, 1975) - Un personatge important d'un país d'Amèrica del Sud està realitzant una visita oficial a Suècia; un comando de terroristes internacionals apareix al mateix temps; una noia idealista i ingènua jove descobreix de sobte que el seu país no és el lloc ideal que li havien mostrat. A partir d'aquests tres elements, els autors realitzen una autòpsia brillant d'una societat, encara no morta, però ja en un avançat estat de putrefacció. És sens dubte l'obra mestra de la sèrie, com si Per Wahlöö al començament del llibre sabés que aquesta seria la seva última obra.

## Adaptacions a la televisió
A més de les citades pel·lícules, la televisió pública sueca ha co-produït en els anys 90 una sèrie de sis pel·lícules per a televisió amb els personatges de les novel·les): Roseanna, El cotxe de bombers que va desaparèixer, Assassinat en el Savoy, Mort d'un Policia, L'home en la balconada, "La Marató d'Estocolm" (molt lliurement adaptada de "Els terroristes", l'aspecte polític de la novel·la desapareix en favor d'una trama esportiva inexistent en la novel·la). Una nova sèrie de vuit pel·lícules de televisió es va realitzar en 1997 a través d'una productora internacional conjunta, basada en arguments escrits per a l'ocasió en la qual només es mantenen els personatges creats per Sjöwall i Wahlöö.

## Personatges
- Martin Beck, detectiu i més endavant ascendit a inspector.

- Sten Lennart Kollberg, el millor col·lega de Beck: un golafre sarcàstic amb una visió socialista del món; va servir com a paracaigudista i ara es nega a portar una arma de foc, després d'haver disparat i matat una persona en acte de servei. En el segon llibre s'acaba de casar i esdevé pare de dos nens en el transcurs de la sèrie. En El cotxe de bombers que va desaparèixer, es refereix a Gunvald Larsson com "el més estúpid detectiu en la història de la investigació criminal", i en L'Home Abominable, Larsson li diu que "Jo sempre he pensat que ets un idiota". Ell deixa el cos al final del penúltim llibre, però encara té una última paraula en l'últim.

- Gunvald Larsson, ex membre de la marina mercant i l'ovella negra d'una família rica, li agrada la roba cara. No té gaires habilitats interpersonals i no li agrada a la majoria dels seus col·legues. Ell i Kollberg comparteixen una antipatia mútua, però són capaços de treballar junts de manera eficient quan l'ocasió ho exigeix. Malgrat el fet que tracta sovint Einar Rönn amb la mateixa grolleria i falta de tacte sensible que ho fa tothom, Rönn és el seu únic amic i els dos estan molt a prop, i sovint passen temps junts fora de la feina.

- Einar Rönn, amic de Larsson, prové del nord rural de Suècia. Permanentment amb el nas vermell, és incapaç d'escriure un informe coherent i està totalment mancat d'imaginació, però és un policia molt treballador i eficient. És molt tranquil i pacífic, i només perd els papers una sola vegada (a causa de Larsson) en tots els llibres de la sèrie.

- Benny Skacke, un jove detectiu ambiciós, massa entusiasta i desventurat de vegades. És presentat en el cinquè llibre, com a nou membre de la comissió d'homicidis, però més tard es trasllada a Malmö per raons personals. Skacke és una mica ingenu per aspirar a convertir-se en comissari de policia, però en l'últim llibre el mateix Beck comenta que ha madurat significativament.

- Fredrik Melander, destaca per la seva impecable memòria i per estar sempre al bany quan algú el necessita. Melander es descriu com un policia de primera classe en El cotxe de bombers que va desaparèixer, però també com a molt avorrit. Algunes de les seves altres característiques peculiars inclouen la seva insistència a dormir 10 hores cada nit i la seva lletra il·legible. També és conegut per no tenir paciència i ser immune als afalacs. Més tard es trasllada a la divisió de robatori en un intent d'evitar les hores extraordinàries. Per tant, apareix només breument en els últims llibres de la sèrie (a excepció de Els terroristes).

- Evald Hammar, és el cap de Beck fins que es retira al final de  El cotxe de bombers que va desaparèixer. És afable, confia en el judici dels seus homes i no li agrada la lluita política interna que cada vegada més comú al cos.

- Stig Malm, és el cap de Beck des d'Assassinat al Savoy. Un polític amb poca comprensió de la tasca policial.